# Lista de professores e ex-professores da Universidade de Brasília
Esta lista objetiva reunir atuais e ex-professores da Universidade de Brasília (UnB).

## Faculdade de Comunicação
- Vladimir Carvalho, documentarista, diretor de filmes como Conterrâneos Velhos de Guerra
- Dácia Ibiapina, cineasta, diretora dos filmes Entorno da Beleza e Ressurgentes: Um Filme de Ação Direta.
- Érika Bauer, documentarista, diretora do filme Dom Hélder Câmara – O Santo Rebelde
- Murilo César Ramos, jornalista e membro do conselho da Empresa Brasil de Comunicação.

## Faculdade de Arquitetura e Urbanismo
- Oscar Niemeyer, arquiteto e urbanista

## Instituto de Artes
- Athos Bulcão, artista plástico, azulejista
- Hugo Rodas, dramaturgo
- Jorge Antunes, compositor, maestro

## Faculdade de Administração, Economia e Contabilidade
- Cristovam Buarque, senador, ex-governador do Distrito Federal, ex-ministro da educação
- Charles Curt Mueller, economista, ex-presidente do Instituto Brasileiro de Geografia e Estatística
- Edmar Lisboa Bacha, economista, ex-presidente do Instituto Brasileiro de Geografia e Estatística e ex-presidente do Banco Nacional de Desenvolvimento Econômico e SocialInternacional

## Instituto de Física
- Marco Antonio Raupp, ministro da  Ciência, Tecnologia e Inovação

## Instituto de Ciências Sociais
- Darcy Ribeiro, antropólogo, parlamentar
- Roque Laraia, antropólogo

## Instituto de Ciências Exatas
- Leopoldo Nachbin, matemático, palestrante convidado do International Congress of Mathematicians em 1962
- Elon Lages Lima, matemático, Professor Honoris Causa, membro titular da Academia Brasileira de Ciências
- Djairo Guedes de Figueiredo, matemático, membro titular da Academia Brasileira de Ciências
- Geraldo Severo de Souza Ávila, matemático, membro titular da Academia Brasileira de Ciências
- Said Najati Sidki, matemático, Professor Emérito, membro titular da Academia Brasileira de Ciências
- Keti Tenenblat, matemática, Professora Emérita, membro titular da Academia Brasileira de Ciências
- Pavel Aleksandrovich Zalesskii, matemático, membro titular da Academia Brasileira de Ciências

## Faculdade de Direito
- Carlos Roberto Pellegrino, jurista
- Joaquim Barbosa, ministro do Supremo Tribunal Federal
- Teori Albino Zavascki, ministro do Supremo Tribunal Federal
- Gilmar Mendes, ministro do Supremo Tribunal Federal
- Marco Aurélio Mello, ministro do Supremo Tribunal Federal
- Moreira Alves, ex-ministro do Supremo Tribunal Federal
- Ilmar Galvão, ex-ministro do Supremo Tribunal Federal
- Carlos Mário Velloso, ex-ministro do Supremo Tribunal Federal
- Francisco Rezek, ex-ministro do Supremo Tribunal Federal]
- Aliomar Baleeiro, ex-ministro do Supremo Tribunal Federal
- Victor Nunes Leal, ex-ministro do Supremo Tribunal Federal
- Xavier de Albuquerque, ex-ministro do Supremo Tribunal Federal
- Hermes Lima, ex-ministro do Supremo Tribunal Federal

## Instituto de Letras
- Stella Maris Bortoni-Ricardo, escritora, dona da editora Parábola Editorial